# Penetration (groupe)
Pour les articles homonymes, voir Penetration.
Penetration est un groupe de punk rock britannique, originaire de Ferryhill, en Angleterre. Le groupe est formé après avoir assisté à un concert des Sex Pistols à Manchester, nommé d'après une chanson d'Iggy and the Stooges. Le groupe sort deux albums, produits par Virgin, Moving Targets et Coming Up for Air, mais se sépare en 1979.
Leur morceau le plus connu et seul succès commercial est Don't Dictate sorti en 1977,. Pauline Murray et Robert Blamire rejoindront The Invisible Girls en 1980 pour l'album Pauline Murray and The Invisible Girls. En 1982, Fred Purser jouera avec le groupe de heavy metal Tygers of Pan Tang sur l'album The Cage.

## Biographie
La formation originale du groupe comprend Pauline Murray, Robert Blamire (basse), Gary Smallman (batterie) et Gary Chaplin (guitare). Chaplin part en mars 1978 et est remplacé par Neale Floyd, accompagné d'un second guitariste, Fred Purser, qui les rejoint en juillet. Le groupe se sépare à la fin 1979. Ils se reforment en 2001 avec Murray, Blamire et  Smallman ; Steve Wallace et Paul Harvey deviennent les nouveaux guitaristes.
Ils se forment à Ferryhill sous le nom de The Points, nom avec lequel ils joueront au pub Rock Garden de Middlesbrough en octobre 1976,. Ils changent de nom s'inspirant d'une chanson d'Iggy & The Stooges, publiée en 1973. Leur deuxième concert se fait avec The Stranglers au Newcastle City Hall. Ils joueront par la suite au club The Roxy pendant ses 100 premiers jours d'existence. Le 9 avril 1977, le groupe joue avec Generation X. Au début de sa carrière, le groupe est soutenu par The Vibrators et tourne avec les Buzzcocks.
Après la sortie d'un deuxième single, Penetration enregistre deux sessions pour John Peel à la BBC Radio 1 en juillet 1978. Plus tard dans l'année sort leur premier album. Moving Targets est classé sixième dans la liste des albums de l'année par Sounds. Il atteint les 15 000 exemplaires vendus et ainsi que la 22e place de l'UK Albums Chart. En 1979, ils jouent en Europe, aux États-Unis et au Royaume-Uni, mais le nombre de dates commence à peser sur les membres. L'accueil désastreux de leur deuxième album, Coming Up for Air, mène à la séparation du groupe en octobre. Par la suite un album bootleg officiel, intitulé Race Against Time, est publié ; il comprend des démos inédites. En 1980, Pauline Murray collabore avec The Invisible Girls, aux côtés de Robert Blamire. John Maher des Buzzcocks jouera de la batterie pour le groupe. Pauline Murray travaillera aussi de temps à autre en solo sous le nom de Pauline Murray and the Storm avec Robert Blamire, Tim Johnston et Paul Harvey.
En 2015, Penetration annonce la sortie d'un nouvel album intitulé Resolution en octobre. La formation se composera alors de Pauline Murray, Robert Blamire, John Maher (ex-Buzzcocks) Paul Harvey et Steve Wallace.

## Membres
- Pauline Murray - chant
- Robert Blamire - basse
- Gary Smallman - batterie
- Fred Purser - guitare, claviers
- Neale Floyd - guitare

## Discographie

### Albums studio
- 1978 : Moving target
- 1979 : Coming Up for Air
- 1979 : Race Against Time
- 2015 : Resolution

### Compilation
- 1995 : Don't Dictate: The Best of Penetration

### Singles
- 1977 : Don’t Dictate / Money Talks
- 1978 : Firing Squad / Never
- 1978 : Life’s a Gamble / V.I.P.
- 1979 : Danger Signs / Stone Heroes (live)
- 1979 : Come Into the Open / Lifeline